# Odacidae
Odacidae é uma família de peixes da subordem Labroidei.

## Genera
Existem doze espécies em quatro géneros:
- Género Haletta Whitley, 1947
  - Haletta semifasciata (Valenciennes, 1840)
- Género Neoodax Castelnau, 1875
  - Neoodax balteatus (Valenciennes, 1840)
- Género Odax Valenciennes in Cuvier e Valenciennes, 1840
  - Odax acroptilus (Richardson, 1846)
  - Odax cyanoallix Ayling & Paxton, 1983
  - Odax cyanomelas (Richardson, 1850)
  - Odax pullus (Forster, 1801)
- Género Siphonognathus Richardson, 1858
  - Siphonognathus argyrophanes Richardson, 1858
  - Siphonognathus attenuatus (Ogilby, 1897)
  - Siphonognathus beddomei (Johnston, 1885)
  - Siphonognathus caninis (Scott, 1976)
  - Siphonognathus radiatus (Quoy & Gaimard, 1834)
  - Siphonognathus tanyourus Gomon & Paxton, 1986